# Walter Gargano
Walter Gargano est un footballeur international uruguayen né le 23 juillet 1984 à Paysandú. Il évolue au poste de milieu défensif avec le club du CA Peñarol.

## Carrière

### En club
Walter Gargano fait ses débuts au Danubio FC, avec le club de Montevideo il remporte le championnat d'Uruguay en 2004 et durant la saison 2006-2007. Gargano dispute également la Copa Sudamericana, ainsi que la Copa Libertadores. 
Durant l'été 2007, il est transféré au SSC Naples, promu en Serie A. Il côtoie un autre Uruguayen recruté par le club napolitain, l'attaquant Marcelo Zalayeta. Gargano dispute sa première rencontre dans le championnat d'Italie face à Cagliari, il s'impose comme titulaire au poste de milieu défensif dès sa première saison et dispute 34 matches dans le « Calcio ». En août 2012, il est prêté pour 1,25 M€ avec option d'achat de 5,25 M€ à l'Inter Milan.
Après un nouveau prêt, au Parme AC en 2013-2014, il retourne au SSC Naples. Avec le club napolitain, il atteint les demi-finales de la Ligue Europa en 2015.
En juillet 2015, il rejoint le club mexicain du CF Monterrey, le montant de la transaction est estimé à 1,5 million d'euros.

### En équipe nationale
Walter Gargano dispute son premier match avec l'équipe d'Uruguay le 30 mai 2006, en amical contre la Libye (victoire 1-2). 
Il est ensuite sélectionné par Óscar Tabárez pour disputer la Copa América 2007 organisée au Venezuela. Gargano est remplaçant mais entre en jeu en fin de match face au Brésil et au Mexique. L'Uruguay se classe quatrième du tournoi.
Par la suite, il participe aux éliminatoires du mondial 2010 avec l'équipe nationale (11 matchs joués). Il dispute ensuite la phase finale de la Coupe du monde 2010 organisé en Afrique du Sud. Lors de ce mondial, il joue trois matchs : une rencontre de phase de poule face au pays organisateur, puis la demi-finale perdue face aux Pays-Bas, et enfin la petite finale perdue contre l'Allemagne.
Le 29 mai 2011, il inscrit son seul et unique but en équipe d'Uruguay, lors d'une rencontre amicale face à l'Allemagne (défaite 2-1). Cette même année, il dispute de nouveau la Copa América, organisée cette fois-ci en Argentine. Lors de cette compétition, il joue deux matchs, le quart de finale gagné face à l'Argentine après une séance de tirs au but, puis la demi-finale remportée face au Pérou. L'Uruguay remporte le tournoi en battant le Paraguay en finale, avec Gargano sur le banc des remplaçants.
Par la suite, il participe aux éliminatoires du mondial 2014 (huit matchs joués). Entre-temps, il dispute la Coupe des confédérations 2013 organisée au Brésil. Il joue quatre matchs lors de cette compétition, qui voit l'Uruguay terminer quatrième du tournoi. En 2014, le sélectionneur Óscar Tabárez le retient de nouveau afin de participer à la Coupe du monde organisée au Brésil. Lors de ce mondial, il ne joue qu'un seul match, face au Costa Rica (défaite 1-3). Il s'agit de sa dernière apparition avec la sélection.

## Palmarès

### En club
- Danubio FC :
  - Champion d'Uruguay en 2004.

- SSC Naples :
  - Vainqueur de la Coupe d'Italie en 2012.
  - Vainqueur de la Supercoupe d'Italie en 2014.

- CA Peñarol :
  - Champion d'Uruguay en 2017 et 2018.

### En sélection
- Uruguay
  - Vainqueur de la Copa América en 2011.